# Özkan Gölpinar
Özkan Gölpinar (Sivas (Turkije), 1968) is een schrijver en publicist voor onder andere Trouw, De Groene Amsterdammer en Contrast. Daarnaast is hij adviseur op het gebied van media. Hij schrijft ook theaterteksten.  
Hoewel hij werd geboren in zuidoost Turkije groeide Gölpinar op in Enschede.
In 2005 schreef hij voor de voorstelling Mijn Nederland, gebaseerd op een aantal portretten van nieuw gekomen Nederlanders, eerder gepubliceerd in het dagblad Trouw.  Ook maakte hij op verzoek van Theaterwerk NL een Nederlandse vertaling van Prometheia van de Turkse schrijver Yilmaz Onay, gespeeld tijdens de Theater4Daagse (2005) in Utrecht.
Samen met John Albert Jansen werkte hij drie jaar lang aan de documentaire Wacht op mij, Galg. Deze documentaire is gebaseerd op een fundamentalistische aanslag in 1993 in het Turkse Sivas, waar Gölpinar vandaan komt. Naar aanleiding van de gebeurtenissen in Sivas, waar hij ter plaatse was, heeft hij de documentaire gemaakt. Deze ging in première tijdens het IDFA festival 2006. 
In een column in het blad 'Cultuur en School' [https://web.archive.org/web/20050428031317/http://www.cultuurenschool.net/nieuws.asp?rubriek=Bulletin schrijft hij:  “In plaats van ons steeds weer blind te staren op etniciteit zouden zowel allochtone, als autochtone docenten, leerlingen en kunstenaars moeten pogen om voortdurend elkaars wereld te begrijpen en daarop in te spelen. De vraag is dus niet of scholen enkel bereid zijn om nieuwe en andere visies te integreren in het onderwijsbeleid, maar of zij bereid zijn om voortdurend te veranderen.”
- International Standard Name Identifier: 0000 0003 6907 5177
- Nederlandse Thesaurus van Auteursnamen: 166022403
- Virtual International Authority File: 289106232
- WorldCat: E39PBJycKwwJt9Vwj6rYRPcVmd